# Doopsgezinde kerk (Bolsward)
De doopsgezinde kerk van Bolsward is een kerkgebouw in de gemeente Súdwest-Fryslân in de Nederlandse provincie Friesland.

## Beschrijving
De neoclassicistische zaalkerk met dakruiter is gebouwd in 1784. De voorgevel heeft een fronton met eikenbladfestoenen in Lodewijk XVI-stijl en een omlijste ingang met dorische halfzuilen (1808). Het orgel uit 1810 is gemaakt door Heinrich Hermann Freytag. De doopsgezinde kerk is een rijksmonument.

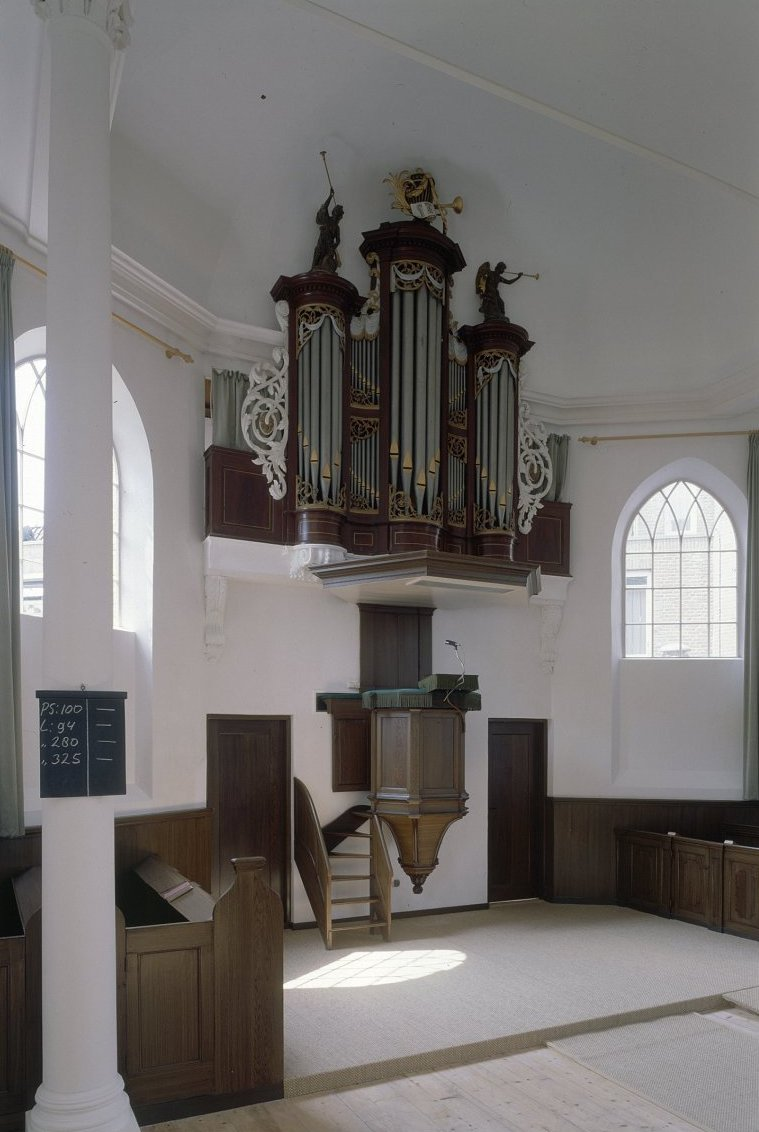
Interieur met orgel (1999)